# Elias Holl

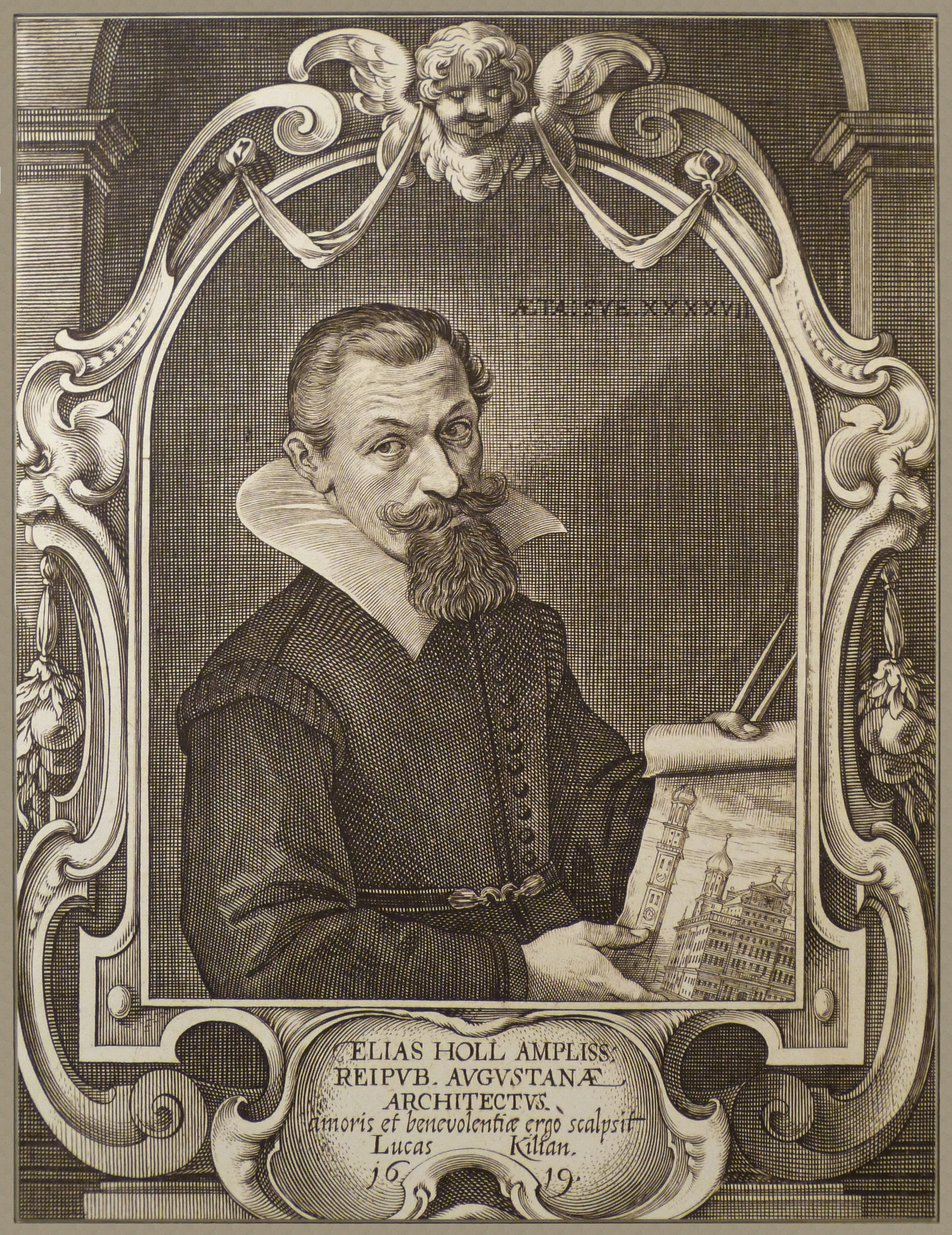
Elias Holl

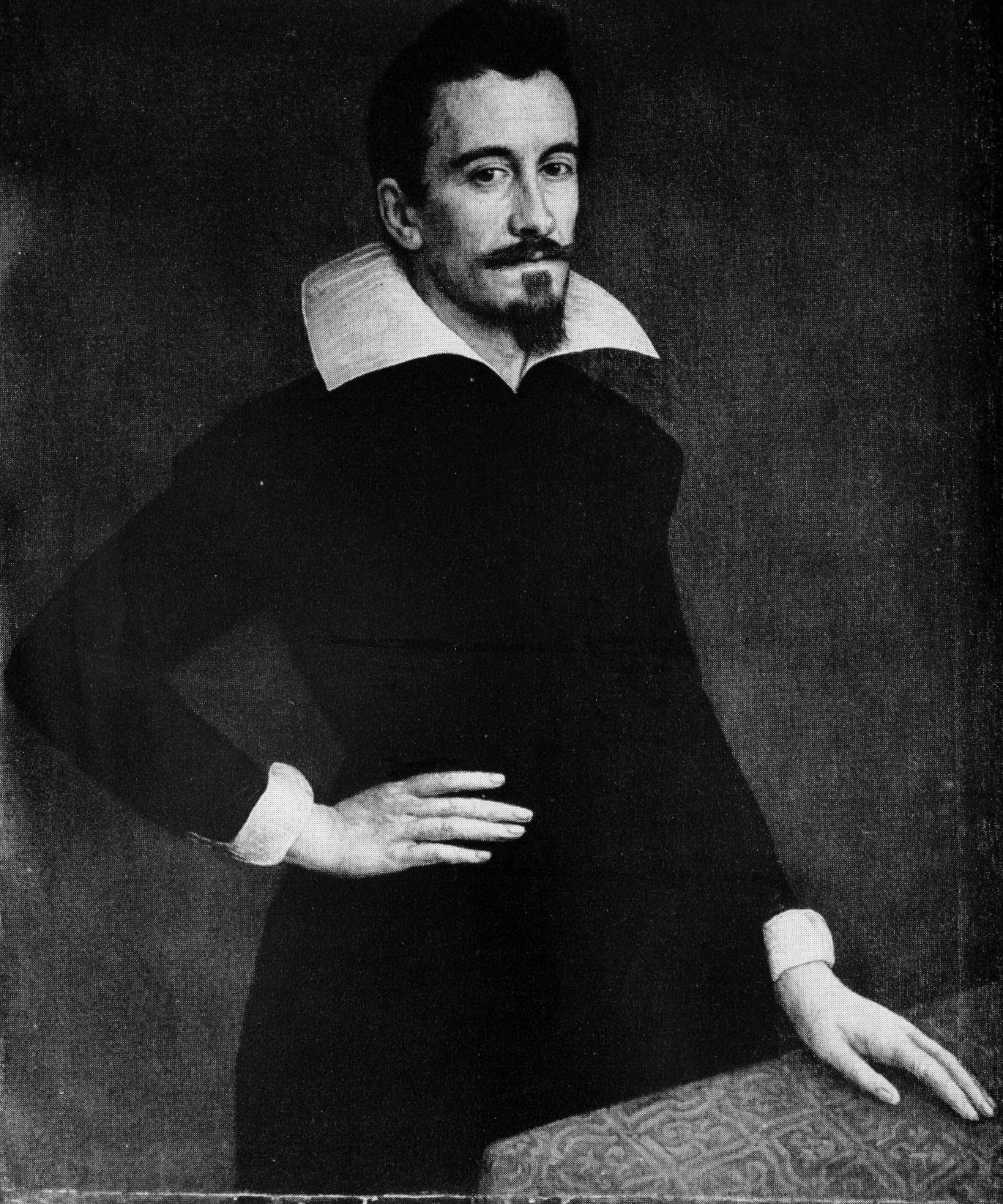
Elias Holl

Elias Holl (* 28. Februar 1573 in Augsburg; † 6. Januar 1646 ebenda) war ein Augsburger Baumeister der deutschen Renaissance. Holl setzte sich in seiner Architektur vor allem mit der von Andrea Palladio geprägten Tradition Oberitaliens auseinander.

## Leben

Holls Geburtshaus in der Bäckergasse, nach Zerstörung im Zweiten Weltkrieg 1956 wiederaufgebaut, mit Rekonstruktion eines Erkers, den Holl für ein heute ebenfalls zerstörtes Gebäude in der Maximilianstraße entworfen hatte.

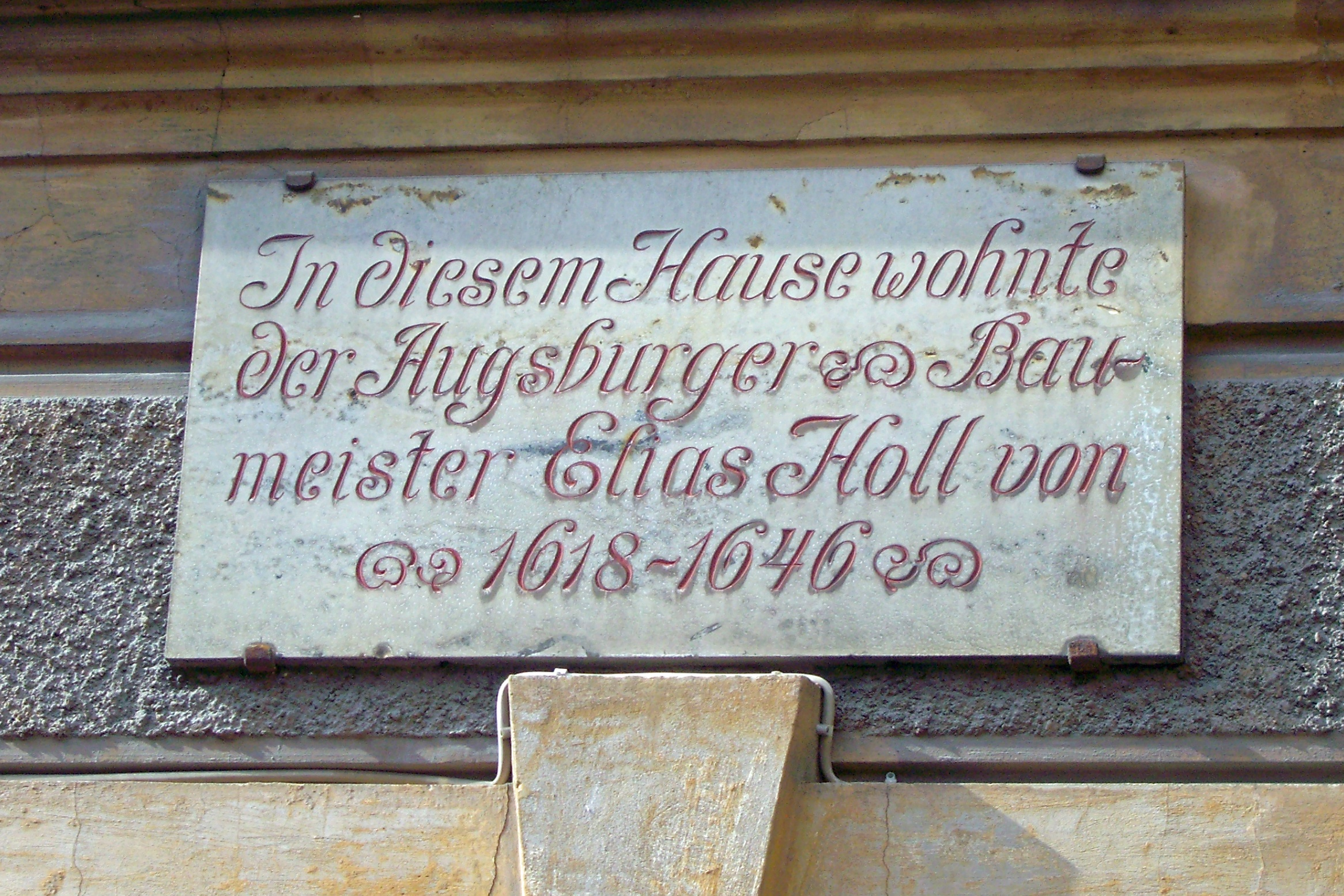
Tafel am Wohnhaus Holls in der Kapuzinergasse

Elias Holl wurde in der Augsburger Innenstadt, Werbhausgasse 2, geboren. Er entstammte einer Baumeisterfamilie. Schon frühzeitig unterrichtete ihn sein Vater Hans Holl (1512–1594). 1596 legte Elias Holl die Meisterprüfung ab. Nach einem Italien-Aufenthalt in den Jahren 1600/01 – er reiste über Bozen nach Venedig – wurde er 1602 „Werkmeister“ von Augsburg. 1629 verlor er sein Amt als Stadtbaumeister auf Grund seines protestantischen Bekenntnisses. Seither wurde er nur noch als „Stadtgeometer“ tituliert.
Elias Holl heiratete 1595 Maria Burkhart († 1608), aus dieser Ehe entstammten acht Kinder. Mit seiner zweiten Frau, Rosina Reischle († 1635), hatte Holl 13 Kinder, von denen einige Söhne ebenfalls das Bau- bzw. Goldschmiedehandwerk erlernten und ausübten.

Grabstein Holls

Holl starb in der Kapuzinergasse 16, keine 500 Meter Luftlinie von seinem Geburtshaus entfernt. Sein Grab befindet sich auf dem Protestantischen Friedhof in Augsburg. Die aus Rotmarmor bestehende Grabplatte wurde später in das südliche Treppenhaus des Rathauses eingebaut.
Holls Büste fand Aufstellung in der Ruhmeshalle in München.
Der Platz hinter dem Augsburger Rathaus ist zu seinen Ehren Elias-Holl-Platz benannt worden. Auf diesem wurde 1968 ein Elias-Holl-Denkmal in Form eines Obelisken errichtet.

## Werke
Holls Hauptwerk ist das Augsburger Rathaus (1615–1620) mit dem Goldenen Saal im Stil der Spätrenaissance, das im Rahmen seines Stadterneuerungsprogramms entstand und durch seine Höhe auch die Aufstockung des benachbarten Perlachturms (1614–1616) durch ihn erforderlich machte. Das Rathaus war mit 57 Metern bis 1917 das höchste Profangebäude Deutschlands.
Von den meisten Werken Holls aus der Zeit vor dem Rathaus hat man vermutet, dass sie lediglich als Ausführungen von Entwürfen der beiden Maler Joseph Heintz d. Ä. (seit 1597 sporadisch in Augsburg) und Matthias Kager (seit 1603 in Augsburg) anzusehen seien. Beide haben mit Sicherheit wesentlich dazu beigetragen, Formengut des italienischen Cinquecento nach Süddeutschland und Augsburg zu vermitteln, ihr tatsächlicher Anteil an den Arbeiten Holls ist jedoch unklar. In der Auseinandersetzung mit ihrem Stil fand auch Holl allmählich seine eigene, meist recht nüchterne Formensprache.
Holls Bauwerke prägen weite Teile der historischen Altstadt Augsburgs: Das Zeughaus (1602–1607), das Wertachbrucker Tor (1605) und die Stadtmetzg (1609), das Gymnasium bei St. Anna (1613), der Neue Bau (1614), das Rote Tor (1622) und das Heilig-Geist-Spital (1626–1631, heute Sitz der Augsburger Puppenkiste) sowie die Gießhalle im heutigen A. B. von Stettenschen Institut sind nur einige seiner heute noch bestehenden oder wiedererrichteten Bauten.
Ferner lieferte Holl 1606 die Entwürfe für die Dreifaltigkeitskirche in Haunsheim sowie 1608 die für den Gemmingenbau der Willibaldsburg zu Eichstätt. Die Pläne für Schloss Schwarzenberg (1608–1618) stammen ebenfalls von ihm.

Bauwerke von Elias Holl
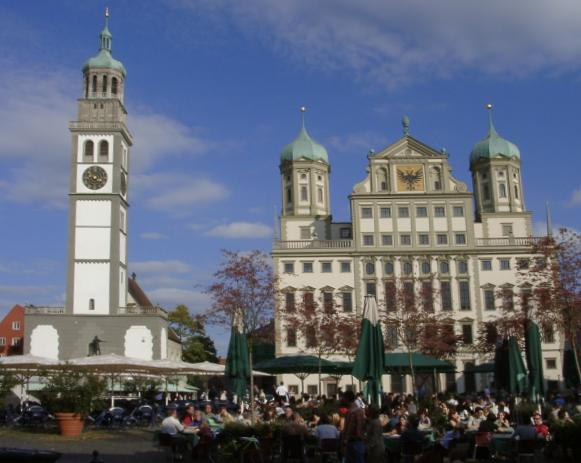
Augsburger Rathaus und Perlachturm
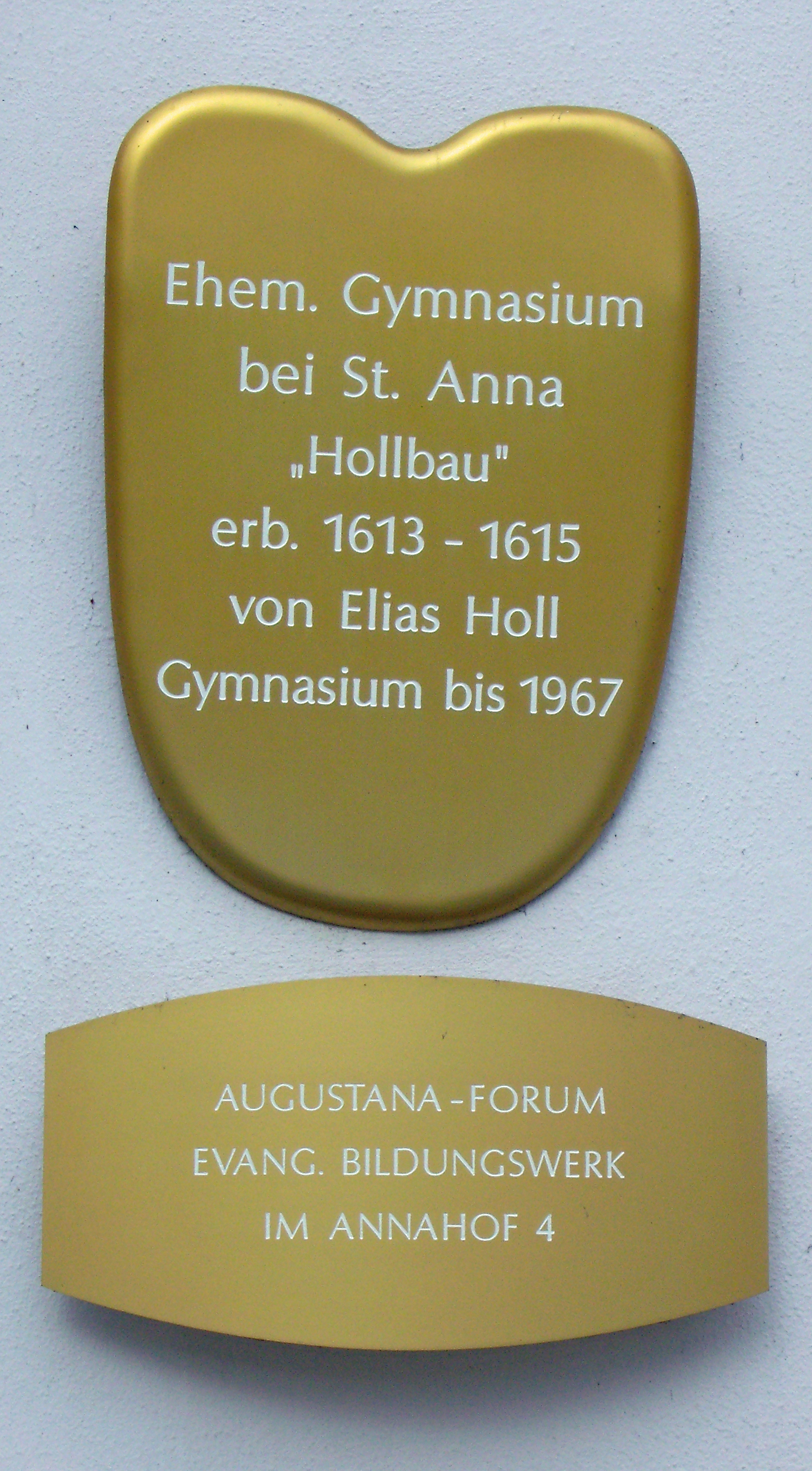
Tafel am „Hollbau“, Gymnasium bei St. Anna
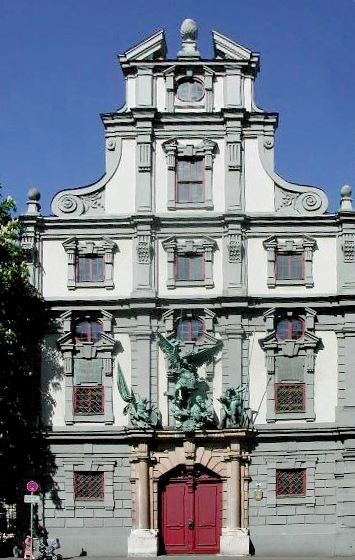
Zeughaus
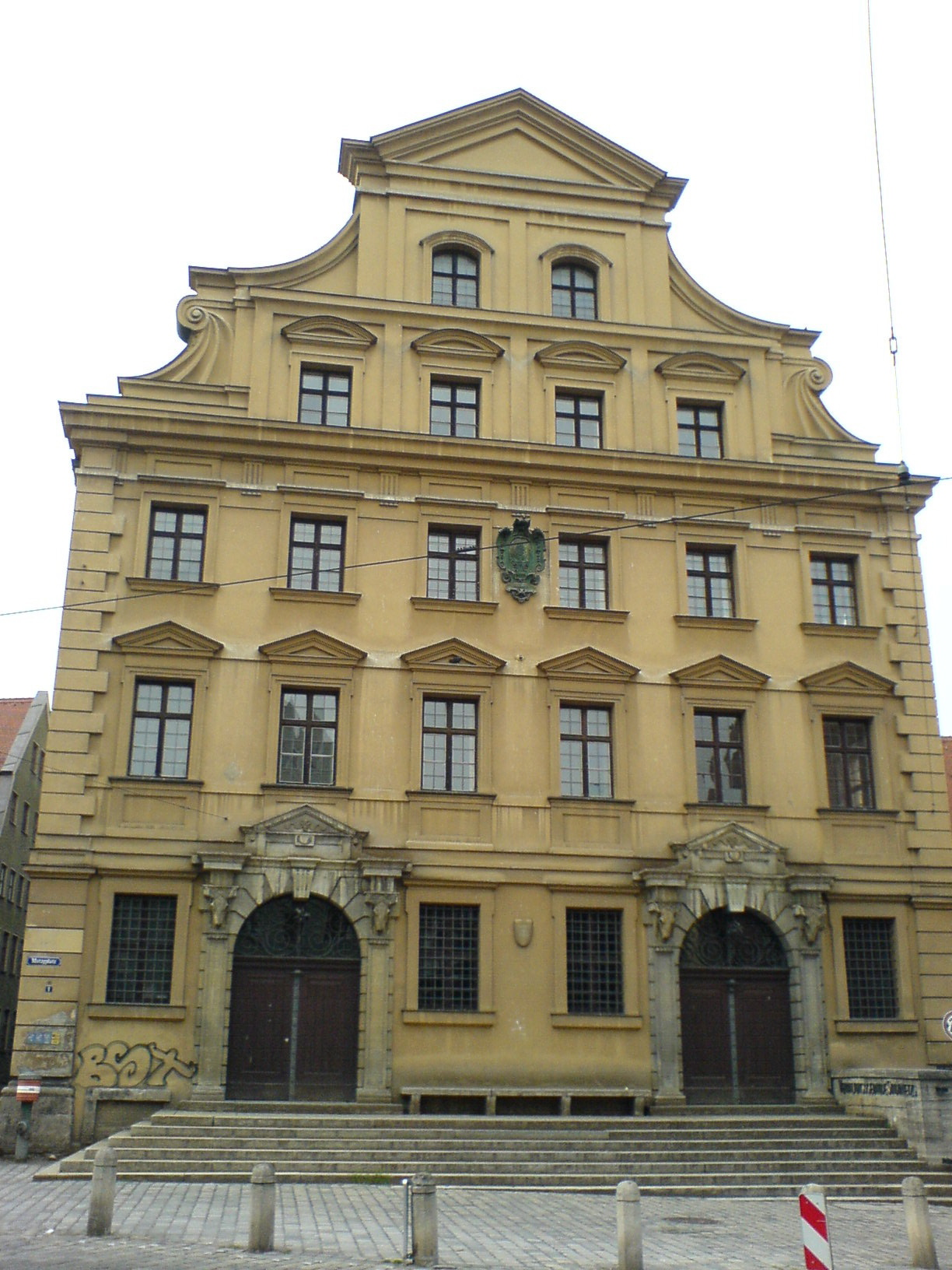
Stadtmetzg
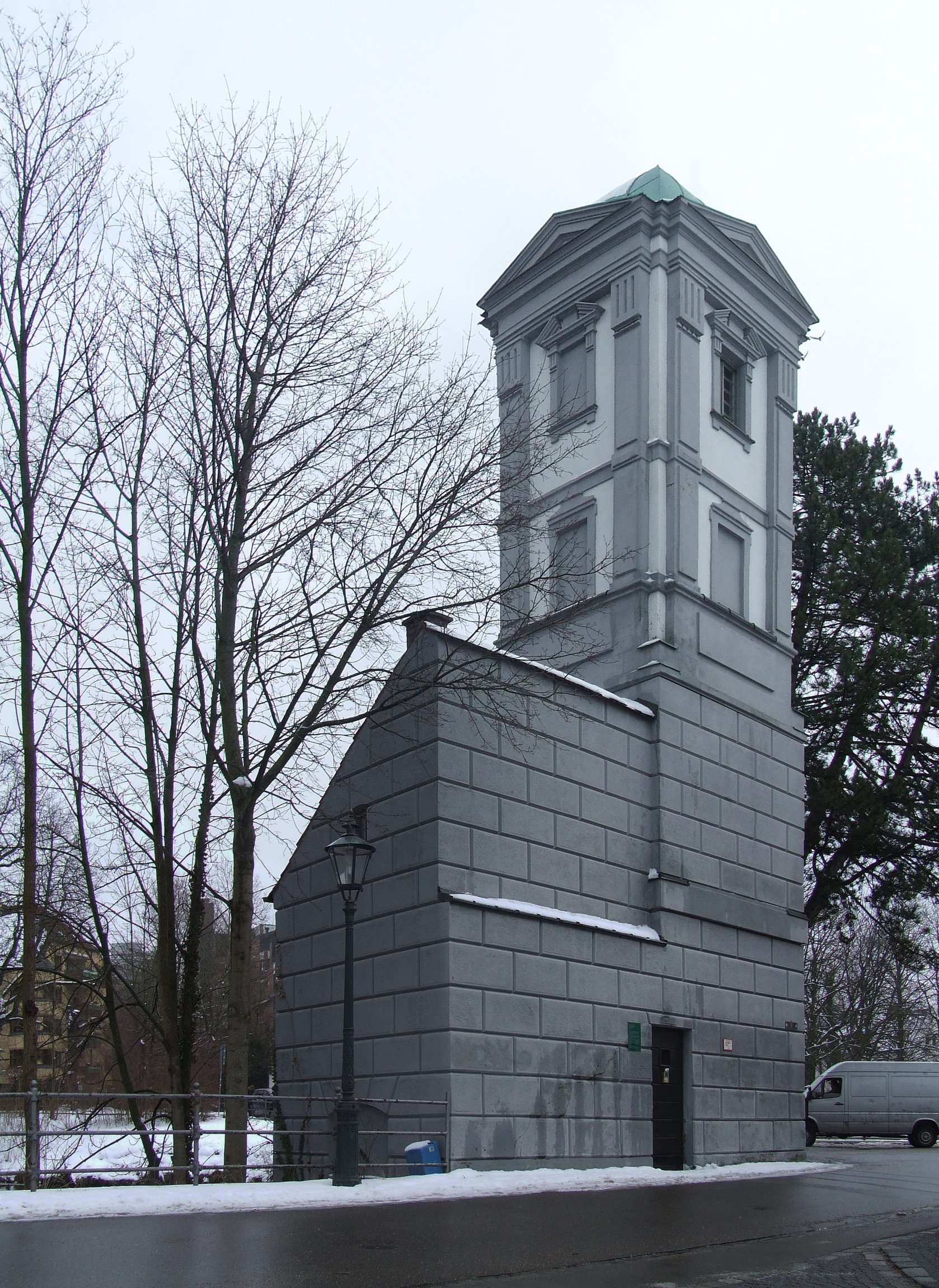
Der untere St.-Jakobs-Wasserturm

## Ausstellungen
Elias Holl waren in seiner Heimatstadt drei große Ausstellungen gewidmet:
- 1946 zum 300. Todestag im Schaezlerpalais
- 1973 zum 400. Geburtstag im Holbeinhaus
- 1985 zur 2000-Jahr-Feier der Stadt im Rathaus.

Vom 17. Juni bis 17. September 2023 ehrt die Stadt den Architekten zum 450. Geburtstag mit der Ausstellung „Meister – Werk – Stadt“ im Maximilianmuseum; sie umfasst knapp 350 Exponate.